# Fauveliopsis olgae
Fauveliopsis olgae är en ringmaskart som beskrevs av Hartmann-Schröder 1983. Fauveliopsis olgae ingår i släktet Fauveliopsis och familjen Fauveliopsidae. Arten har ej påträffats i Sverige. Inga underarter finns listade i Catalogue of Life.